# ملعب شنابلهولتس
ملعب شنابلهولتس (بالألمانية: Stadion Schnabelholz) أو كاشبوينت أرينا لأسباب الرعاية (بالألمانية: CASHPOINT Arena) هو ملعب متعدد الأغراض يقع في مدينة آلتاخ بالنمسا. ويُعتبر الملعب الخاص بفريق رايندورف آلتاخ.